# Viola thymifolia
Viola thymifolia är en violväxtart som beskrevs av Nathaniel Lord Britton. Viola thymifolia ingår i släktet violer, och familjen violväxter. Inga underarter finns listade i Catalogue of Life.